# Karl-Friedrich Geißler
Karl-Friedrich Geißler  (* 27. Mai 1952 in Rockenhausen) ist ein deutscher Verleger, Lektor und Autor.

## Leben
Karl-Friedrich Geißler wurde in Rockenhausen geboren und wuchs in Winnweiler auf. Er studierte Germanistik und Politische Wissenschaft in Heidelberg. 1978 wurde er Lektor der Pfälzischen Verlagsanstalt Landau. Geißler gründete 1997 in Edenkoben einen Verlag, der bis 2007 existierte. Von 1998 bis 2002 war er Redakteur und Verleger der pfälzischen Literaturzeitschrift Chaussee. Weitere herausgeberische Tätigkeiten waren z. B. die Neue Literarische Pfalz und die Belletristik-Reihe Autorenforum der Pfälzischen Verlagsanstalt.
Karl-Friedrich Geißler schreibt Prosa und veröffentlichte selbst und als Herausgeber zahlreiche Sachbücher, die sich auf die Pfalz beziehen.

## Werke (Auswahl)
- Das große Pfalzbuch. Pfälzische Verlagsanstalt 1995, ISBN 978-3-87629-299-1
- Die Pfalz, Impressionen einer Landschaft / Fotogr. Karlheinz Schmeckenbecher, Konzeption u. Texte Karl-Friedrich Geissler, Pfälz. Verl.-Anst., Landau/Pfalz 1989, ISBN 978-3-87629-166-6
- Donnersberg, ein Bildbuch, Landschaften, Menschen u. Geschichten / Gestaltung von R. F. Stocke. Pfälzische Verlagsanstalt, Landau/Pfalz 1985, ISBN 978-3-87629-079-9
- Die Kälte des Feuers, Erzählung. Pfälzische Verlagsanstalt, Landau/Pfalz 1984, ISBN 978-3-87629-058-4
- Doppelspur. Fred Oberhauser und Karl-Friedrich Geißler. Pfälzische Verlagsanstalt, Landau/Pfalz 1984, ISBN 978-3-87629-070-6

## Mitgliedschaften
- Autorengruppe Kaiserslautern
- Verband Deutscher Schriftstellerinnen und Schriftsteller (VS Rheinland-Pfalz)
- Förderkreis deutscher Schriftsteller Rheinland-Pfalz
- Literarischer Verein der Pfalz

## Preise
- 2010: Preis der Emichsburg[3]
- 1982: Auslandsreisestipendium des VS/AA